# Fiat 128
Fiat 128 je bio kompaktni automobil talijanskog lproizvođača Fiat. Nastao je na konceptu Fiatove sestrinske tvrtke Autobianchi. 
Pojavio se na tržištu 1968. g. i već '69. g. postao europski automobil godine. Bio je popularan zbog klasičnog dizajna i tehnologije "sve sprijeda". 

## Autobianchi
Autobianchi je bio proizvođač u sklopu Fiatovog koncetna te mu je bila tvrtka za "isprobavanje koncepata". U njoj su nastali mnogi poznati Fiatovi automobili navedimo samo Fiat 127 na čijem je temelju nastao Yugo i naravno Fiat 128. 

## Inačice modela
Nakon origalnog modela iz '68. g. usljedilo je par drugačijih karoserijskih inačica među kojima je i inačica s 5 vrata koja je kasnije postala Zastava 101.
Tu je bila inačica s dvojim vratima, te ona s četverim vratima uz sedanske karoserije bila je i karavan model nazva 128 Familiare. Na osnovi modela s dvojim vratima nastao je i Fiat 128 Rally .
Tu su još su bile i 2 coupe inačice 128 Coupe i 128 3P koji je bio zasnovan na Fiatu Dino.

## Zastava u Kragujevcu
1970. g. Fiat prepušta model 128 u ruke svoje partnerske tvrtke Zastave u Kragujecu, Jugoslavija. Tamo je automobil imao odbačenu Fiatovu karoseriju s 5 vrata i novo ime, Zastava 101. Nakon manje od deset godina Stojadin je dobio svog brata s "repom" odnosno Fiatovu karoseriju s 4 vrata.
1980. g. Zastavi je prodana licenca za karoseriju s četverim vratima gdje auto dobiva svoje originalno ime 128. 128 se paralelno proizvodio sa Stojadinom i Yugom. Zadnji redizajn su sva tri modela dobili u kasnim osamdesetima kada su 101 i 128 postali model nazvan Skala a Yugo je dobio ime Koral, odnosno Zastava 101/128 Skala 55/65 i Yugo Koral 45/55/65 ovisno o broju konjskih snaga

## CKD kompleti
CKD ili "Complete Knock Down" bio je način daljneg prosljeđivanja dijelova. Fiat i Zastava proizvodili su dijelove, dio automobila bio je sklapan u Jugoslaviji a dio se slao u tvornicu Nasr u Egiptu. Nakon kraja proizvodnje sva 3 modela još uvijek su se proizvodila u Egiptu gdje ih se još može vidjeti kao taksi i policijska vozila.